# 列奥尼德·柯岗

柯岗和瑪麗亞·卡拉絲

列奥尼德·鲍里索维奇·柯岗（俄語：Леони́д Бори́сович Ко́ган，1924年11月14日—1982年12月17日）是前苏联的小提琴演奏家，被認為是20世纪最著名的小提琴演奏家之一，其演奏尤其能夠體現蘇聯小提琴學派的特色。

## 生平

### 早年
列奥尼德·柯岗誕生在烏克蘭第聂伯罗彼得罗夫斯克的一個猶太家庭，父親是一名攝影師，業餘時亦從事小提琴演奏。柯岗自幼便展現了音樂天賦，父母遂決定遷居莫斯科，為柯岗謀求更好的教育環境。10歲起，他與著名小提琴教師阿布爾朗·楊波斯基學習。1934年，柯岗參與了雅沙·海菲茨在莫斯科的演出現場，他對海菲茨的演奏大為折服。「我能記得他所演奏的每一個音符。他就是我的理型。」柯岗12歲時，雅克·蒂博聆聽了他的演奏，對其讚譽有加。
1934年，柯岗進入莫斯科中央音樂學校，1943年畢業後直升莫斯科音樂學院，直至1951年取得研究所文憑為止。

### 職業生涯
在求學階段，柯岗已經展開蘇聯境內的巡迴演奏，並贏得了在布拉格舉行的世界青年音樂節競賽冠軍。1951年，再贏得伊丽莎白大赛首獎。柯岗正式的個人初登場則在1941年，他與莫斯科愛樂合作，於莫斯科音樂學院大音樂廳演奏约翰内斯·勃拉姆斯的小提琴协奏曲。數年間，他的演奏足跡遍佈巴黎、倫敦、北美洲與南美洲各地。
除了獨奏活動之外，柯岗亦從事教學。1952年起，柯岗回到母校莫斯科音樂學院擔任教授，培育後進。

### 逝世
1982年，在趕赴與兒子帕韋爾共演的一場演出途中，柯岗遭遇了心肌梗塞，不幸於梅季希病逝。他葬於莫斯科新圣女公墓，與眾多蘇聯當局代表人物一同長眠。

## 作品

### 商業錄音
和當時的許多蘇聯音樂家一樣，出於宣傳目的，柯岗也曾與西方的唱片品牌合作，錄製了一些唱片，但現存大部分的柯岗錄音都是出自蘇聯品牌的。由Brilliant所出品的「俄羅斯演奏家歷史資料庫」系列，是一窺柯岗演奏的最適一途。
柯崗是最早接觸、錄製阿尔班·贝尔格小提琴协奏曲的蘇聯藝術家，他的哈恰圖良協奏曲亦相當值得一聽。
在獨奏曲目之外，柯崗亦熱衷於室內樂演奏。他與吉列尔斯、罗斯特罗波维奇的鋼琴三重奏錄製了貝多芬、舒曼、柴可夫斯基、聖桑等人的作品。此外，他還與指揮斯韦特拉诺夫、大提琴家費奧多·魯札諾夫另組了一組三重奏。

## 獲獎與榮譽
- 伊丽莎白王后国际音乐比赛，首獎，1951年
- 蘇聯榮譽藝術家，1955年
- 苏联人民艺术家，1964年
- 列宁奖，1965年

## 評價
柯岗能熟練演奏至少十八首協奏曲，其成熟的藝術表現更使得多位當代作曲家將自己的作品題獻與他。他的整個生涯大抵處在大卫·奥伊斯特拉赫的名聲與陰影之下，後者是蘇聯當局的宣傳樣板，受到的官方肯定也更多，然而以今日的角度觀之，柯岗的音樂能力和評價不應為此而有任何折扣。
有臆測稱柯岗的用琴完全採用金屬弦，但這個論點沒有實際的證據支持。

## 個人生活
柯岗之妻是小提琴家伊莉莎白·吉列尔斯（鋼琴家吉列尔斯之妹），他們的兒女帕韋爾與妮娜也都從事古典音樂與演奏。

## 軼事
- 柯岗使用兩把瓜奈里琴，分別是1726年製，以及1733年製。他的用弓則是法國名家多明尼克·佩卡提（英语：Dominique Peccatte）所製。柯崗從未擁有這些樂器，做為「黨的藝術家」，他的樂器都是由當局所承租，並提供他使用的。據估計，現今這些柯岗生前所用的樂器可能有超過美金4,000,000元的價值。[來源請求]

## 外部連結
- 列奥尼德·柯岗的Discogs页面（英文）